# Anna Hofman-Uddgren
Anna Maria Viktoria Hofman-Uddgren (23 de febrero de 1868, Estocolmo - 1 de junio de 1947), también conocida como Hoffman y Hofmann, fue una actriz, cantante de cabaret, artista de music hall, directora de teatro y de películas procedente de Suecia. Se la reconoce como una de las pioneras en la cinematografía mundial, a menudo considerada como la primera directora sueca de la historia y la segunda del mundo tras Alice Guy.

## Biografía
Probablemente fue hija ilegítima del rey Óscar II de Suecia. Su madre, Emma Elisabeth Hammarström, era empleada del Museo Nacional de Estocolmo y otorgó a Anna de una educación musical que la permitió estudiar en Francia. Tras retornar de París debutó en la Sveasalen, la sala de conciertos más grande de Estocolmo. Sus actuaciones la convirtieron en una celebridad en el mundo artístico de finales de siglo, lo que la facilitó acceder a la dirección del Sveateatern.
A finales del siglo XX trabajaba también como actriz de teatro. Fue una de las primeras poseedoras de un teatro de music hall, donde filmaba sus películas en 1898 o 1899, reconociendo rápidamente las posibilidades del cine como arte. Incluyó alguna de sus películas dentro de su programa de music hall, y en actuaciones en otros teatros, como en 1898 en el teatro Victoria de Djurgården. Esto fue posible a la ayuda de Hough, un propietario del Warraph fabricado por Thomas Alva Edison. El 4 de marzo de 1899, sin embargo, el Sveateatern se quemó, y tuvieron que trasladarse al teatro Victoria de Estocolmo, ofreciendo entonces películas de Georges Mélies.
En 1899 se trasladaron al teatro Blanche, añadiendo también en las actuaciones las películas del Warraph. Al año siguiente triunfó con la obra teatral Den fôrbyllda lergöken, eller Kolingens midsommarnattsdröm de Emil Norlander y además se casó con el periodista Gustaf Uddgren. En el teatro Circus de Djurgården introdujo el nuevo espectáculo Cirque moderne, y aunque tuvo éxito no pudo evitar la crisis posterior del teatro ligero.
Fue una de las primeras directoras que hicieron películas incluyendo anuncios, como Stockholmsfrestelser en 1911, el cual tenía 632 metros de largo. En ella se narraba humorísticamente la vida de Anders Person, propietario de un aserradero en el norte de Suecia. El personaje está interpretado por Oscar Textorius y por Lia Norée el papel de su mujer. También participaron en la película Gösta Ekman y Sigurd Wallén, los cuales tuvieron una larga carrera cinematográfica. Fue la directora también de Stockholmsdamernas älskling (1911), película que tuvo éxito, probablemente gracias a la presencia de Carl Barcklind, junto a Sigurd Wallén y Anna-Lisa Hellström.
En 1912 trabajó como actriz en Systrarna junto a Edith Wallén, Anna-Lisa Hellström, Gösta Ekman y Sigurd Wallén, pero la película fue proyectada poco tiempo en el Orientaliska Teatern por razones desconocidas. Sus películas Fröken Julie (Miss Julie, 1912) y Fraden (El Padre, 1912) fueron las primeras adaptaciones realizadas a partir de los trabajos de August Strindberg. Anna y Gustaf Uddgren, amigo íntimo de Strindberg, escribieron juntos el guion de Fröken Julie, que contenía bastantes escenas de exteriores en Upplands Väsby. Los actores fueron los mismos que Strindberg indicó para el teatro: Manda Björling, August Falck y Karin Alexandersson. Tras la realización de ambas películas, estas debían cumplir las leyes impuestas por el recién creado por Charles Magnusson, Ente Cinematográfico del Estado, que cortaba las películas que no cumpliesen la ley. Fröken Julie tenía inicialmente 750 metros, y fue recortada 18, mientras que Fraden no fue modificada.
Actualmente, la mayoría de sus películas están perdidas. Anna y Uddgren tuvieron cuatro hijos.

## Filmografía
| Año  | Película                                                                                | Puesto             |
| ---- | --------------------------------------------------------------------------------------- | ------------------ |
| 1911 | Stockholmsfrestelser eller Ett Norrlands-herrskaps äventyr i den sköna synderskans stad | Directora y actriz |
| 1911 | Stockholmsdamernas älskling                                                             | Directora          |
| 1911 | Blott en dröm                                                                           | Directora y autora |
| 1912 | Fröken Julie                                                                            | Directora y autora |
| 1912 | Fadren                                                                                  | Directora          |
| 1912 | Systrarna                                                                               | Actriz             |
| 1921 | Vallfarten till Kevlaar                                                                 | Actriz             |